# Riverside Stadion
A Middlesbrough városában található Riverside Stadion a Middlesbrough FC tulajdonában lévő intézmény, amely 1995 óta a csapat otthona.

## Története

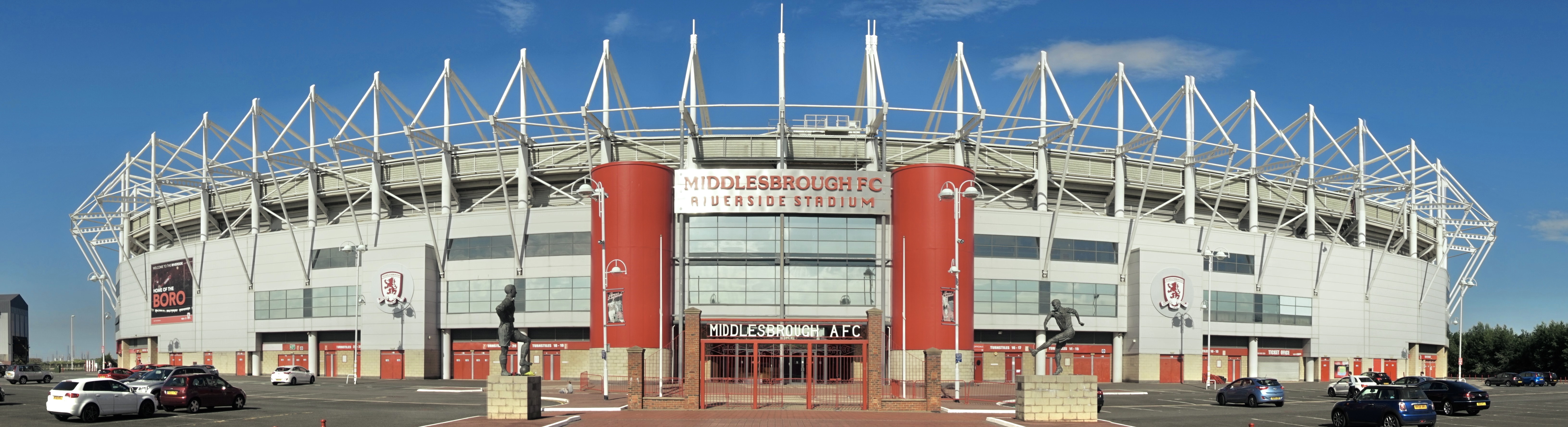